# Hydroporus vagepictus
Hydroporus vagepictus är en skalbaggsart som beskrevs av Leon Fairmaire och Joseph Alexandre Laboulbène 1855. Hydroporus vagepictus ingår i släktet Hydroporus och familjen dykare. Inga underarter finns listade i Catalogue of Life.